# Леонид I
Леонидас I (на гръцки: Λεωνίδας, Леонидас) е цар на Спарта от 488 до 480 година пр.н.е. Името му е символ на смел воин и предводител. Загива заедно със своите войски при прохода Термопили, в която битка според старогръцки източници 300 спартанци заедно с няколко хиляди други елини се отбраняват срещу многократно превъзхождащите ги персийски войски, предвождани от цар Ксеркс I.
След приключването на персийските войни в чест на Леонид и на другите елини, загинали в битката, близо до прохода бил поставен паметник, напомнящ за събитието.

## Биография
Първото сражение между перси и гърци е в подножието на теснината Термопили (т. нар. „Горещи порти“) през август 480 пр.н.е. Там армията на Ксеркс се сблъсква с няколкостотин спартанци и аркадци, предвождани от спартанския цар Леонид I. Гърците удържат за известно време прохода Термопили. Предател от гърците издава на персите, че има една овчарска пътека, по която могат да атакуват в гръб. Цар Леонид вижда, че битката е обречена и изпраща повечето от войниците у дома. Той самият остава да се бие заедно с 300 спартанци и отбранява прохода в продължение на три дни непрестанни боеве до смърт.
Жертвите от персийска страна са много големи, но тъй като са далеч по-многобройни, персите успяват да надделеят над малката спартанска армия и продължават своето настъпление в Гърция.

## В киното
- 300 , филм, исторически. Режисьор – Зак Снайдър. В ролите – Джерард Бътлър – Леонид, Лина Хийди – Горго, Дейвид Уенъм – Дилиос